# Красоля

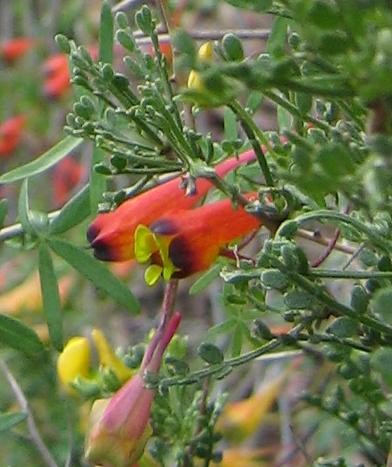
Tropaeolum tricolor

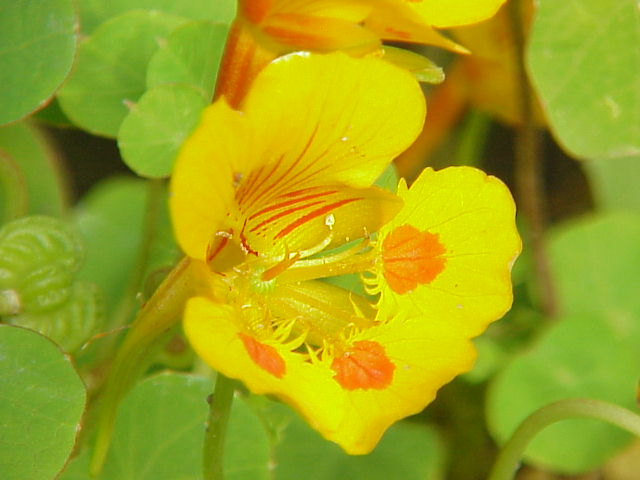
Tropaeolum minus

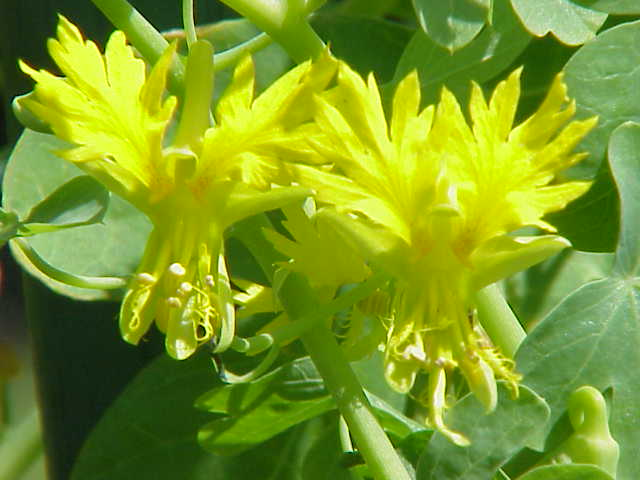
Tropaeolum peregrinum

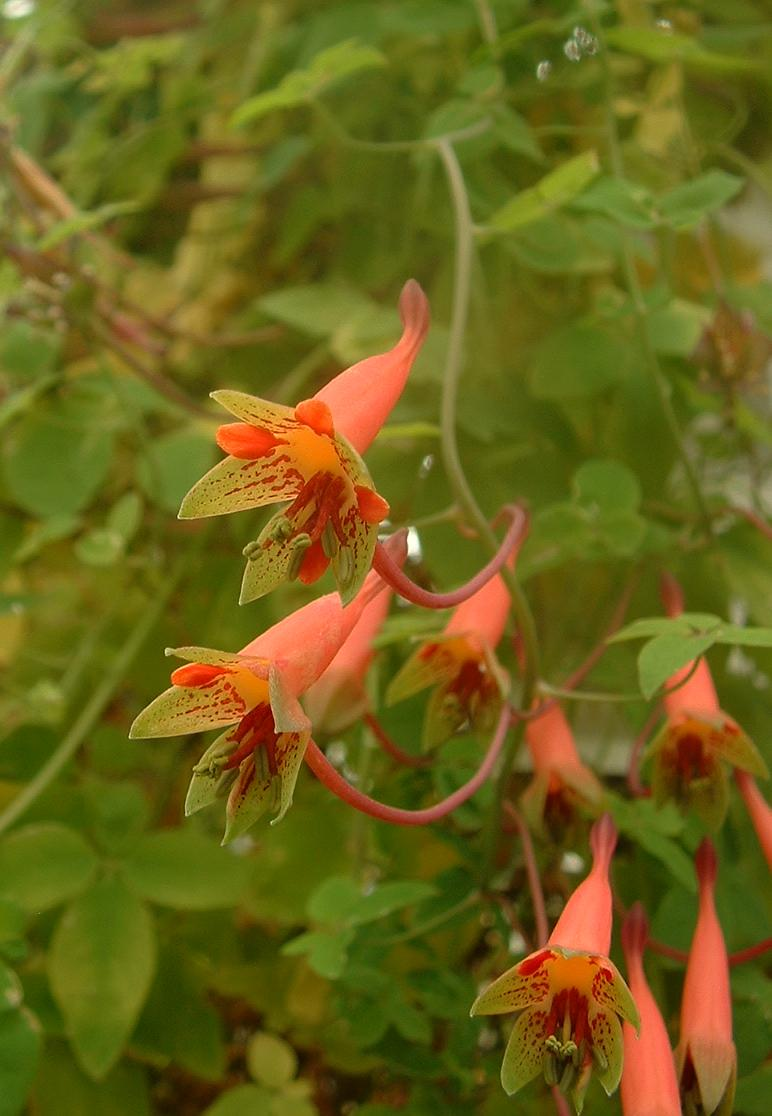
Tropaeolum pentaphyllum

Красоля (Tropaeolum) — рід однорічних та багаторічних трав'янистих рослин родини красолевих з гіллястим, соковитим стеблом та яскравими, барвистими суцвіттями. Деякі представники мають життєву форму ліан.

## Назва
Красолю іноді в українських джерелах помилково називають настурцією. Однак в україномовній науковій літературі назва настурція відповідає роду Nasturtium R.Br. з родини капустяних, відомим представником якого є настурція лікарська.

## Ботанічний опис
Листки чергові, зазвичай лопатеві або щитоподібні, цілокраї, у багатьох випадках з довгим черешком по центру.
Квітки поодинокі, двостатеві, пазушні, зигоморфні, приємно пахнуть. Кожна квітка складається з 5 (рідко більше) пелюсток, стількох же чашолистків, трикамерної зав'язі та лійкоподібної трубки з нектаром. Найчастіше колір квіток жовтий або червоний. Основні запилювачі — комахи (мухи, бджоли, джмелі). Вид Tropaeolum pentaphyllum запилюється за допомогою колібрі.
Плід збірний, складається з трьох округлих ниркоподібних, зморшкуватих частин. Насіння округло-ниркоподібне.

## Значення та застосування
Цвіте в травні — вересні. Вважається, що походить із Південної Америки, від Перу до Болівії, акліматизувалась на островах Хуана Фернандеса (на захід від Чилі). Деякі види, такі як красоля велика (Tropaeolum majus), Tropaeolum peregrinum та Tropaeolum speciosum, часто вирощуються у садах та парках. Усього відомо близько 25 культивованих красоль. Найбільш холодостійкою рослиною вважається Tropaeolum polyphyllum з Чилі — коріння цієї багаторічної рослини може витримувати морози до -20 °C. Іноді також до красоль помилково відносять деякі водні рослини з родини хрестоцвітих.

### Види
Рід налічує 80-90 видів, деякі з них:
| - Tropaeolum adpressum - Tropaeolum argentinum - Tropaeolum asplundii Sparre - Tropaeolum azureum - Tropaeolum beuthii - Tropaeolum brachyceras - Tropaeolum brideanum Sparre - Tropaeolum capillare - Tropaeolum carchense Killip ex Sparre - Tropaeolum ciliatum Ruiz & Pav. - Tropaeolum cochabambae - Tropaeolum cuspidatum - Tropaeolum emarginatum - Tropaeolum fintelmannii - Tropaeolum harlingii - Tropaeolum hookerianum - Tropaeolum huigrense Killip - Tropaeolum incisum - Tropaeolum jilesii - Tropaeolum kingii - Tropaeolum kuntzeanum - Tropaeolum leonis Sparre - Tropaeolum leptophyllum - Tropaeolum lindenii - Tropaeolum looseri | - Tropaeolum magnificum Sparre - Tropaeolum majus L. типовий — Красоля велика - Tropaeolum menispermifolium Buchenau ex Buchenau & Sodiro - Tropaeolum meyeri - Tropaeolum minus L. — Красоля мала - Tropaeolum moritzianum - Tropaeolum nuptae-jucunda - Tropaeolum papillosum Hughes - Tropaeolum peltophorum Benth. - Tropaeolum pendulum - Tropaeolum pentaphyllum - Tropaeolum peregrinum L. - Tropaeolum polyphyllum Cav. - Tropaeolum pubescens - Tropaeolum repandum - Tropaeolum rhomboideum - Tropaeolum sessilifolium - Tropaeolum smithii DC. - Tropaeolum speciosum Poepp. & Endl. - Tropaeolum stipulatum - Tropaeolum tricolor Sweet - Tropaeolum tuberosum Ruiz & Pav. - Tropaeolum umbellatum Hook. - Tropaeolum warmingianum |